# 龙市站
龙市站位于中华人民共和国江西省吉安市井冈山市龙市镇庄前村，是吉衡铁路的一座火车站，为客、货运站，车站等级为四等站。

## 车站结构
站房为两层结构，建筑面积4968.23㎡，站台雨棚覆盖面积5517.69㎡。

## 旅客列车目的地
目前本站开行有三趟旅客列车。
| 目的地 | 车次  | 列车所属路局 |
| ------ | ----- | ------------ |
| 广州   | K325  | 金温公司     |
| 温州   | K326  | 金温公司     |
| 长沙   | K2369 | 广州局集团   |